# Alegeri legislative în România, 1948
Alegerile parlamentare din România din 1948 au fost convocate la data de 28 martie 1948 în Republica Populară Română (RPR). Au fost primele alegeri de după proclamarea republicii. La data de 24 februarie 1948, a fost dizolvată Adunarea Deputaților, iar scopul acestor alegeri a fost acela de a institui Marea Adunare Națională (MAN), cu rolul de a elabora o nouă lege fundamentală. Constituția Republicii Populare Române (RPR) a fost promulgată la data de 13 aprilie 1948.
„Alegerile” pentru Marea Adunare Națională (MAN) au fost primele de tip sovietic și s-au făcut după normele prevăzute de Legea nr. 560 din 1946, cu modificările ulterioare, pe baza sistemului proporționalității și scrutinului de listă. Legea electorală a suferit modificări printr-o lege votată de Parlament în ședința din 22 ianuarie 1948: vârsta alegătorului scade la 20 de ani, a celor care pot fi aleși - la 23 de ani, capătă drepturi politice funcționarii și militarii. Legea stabilește și unele discriminări: „... nu pot alege și nu pot fi aleși cei epurați în temeiul legilor de purificare, cei vinovați de atitudine sau activitate colaboraționistă, constatată prin hotărâri judecătorești, decizii administrative sau în alt mod”; o practică nouă prin care sunt eliminate de la vot o serie de categorii sociale. Exprimarea este vagă, deci numărul celor îndepărtați poate fi foarte mare. La fabrica I.A.R. din Brașov, fiind considerați nedemni 410 salariați, aceștia nu au primit certificate de alegători, iar 100 dintre ei au fost comprimați. 
Practic, toate partidele politice democratice au fost suprimate iar membrii și conducătorii acestora au fost încarcerați ca deținuți politici. Au participat în „alegeri” PNL-Bejan care a fost, de fapt, PNL-Tătărescu, formațiune desprinsă din PNL care a participat la alegerile precedente (din 19 noiembrie 1946) în alianța Blocul Partidelor Democrate (BPD) coordonată de Partidul Comunist Român (PCR). Fostul președinte al partidului, Gheorghe Tătărescu, fost prim-ministru de asemenea, a început din primăvara anului 1947 să critice unele dintre măsurile guvernului (legea oficiilor industriale, dar și alte inițiative economice), publicând un memoriu în acest sens. Reacția sa a fost tratată cu asprime de liderii comuniști de atunci, care l-au obligat să demisioneze din guvern, în noiembrie 1947. Chiar dacă a predat conducerea partidului său către Petre Bejan, un oportunist trădător și cel care, alături de alți deputați liberali din Cameră, s-a delimitat de acțiunile lui Tătărescu, în încercarea de a asigura supraviețuirea partidului, nu a putut ulterior opri represiunea împotriva acestuia. Sub conducerea lui Bejan, fără activitate politică din mai 1948, sub stricta supraveghere a Securității, această aripă trădătoare scindată din PNL a supraviețuit până la începutul anilor cincizeci, când liderii săi au fost arestați, inclusiv Bejan.

## Rezultate
| Rezultatele oficiale ale alegerilor parlamentare de la data de 28 martie 1948 din Republica Populară Română (RPR)                                                   | Rezultatele oficiale ale alegerilor parlamentare de la data de 28 martie 1948 din Republica Populară Română (RPR) | Rezultatele oficiale ale alegerilor parlamentare de la data de 28 martie 1948 din Republica Populară Română (RPR) | Rezultatele oficiale ale alegerilor parlamentare de la data de 28 martie 1948 din Republica Populară Română (RPR) | Rezultatele oficiale ale alegerilor parlamentare de la data de 28 martie 1948 din Republica Populară Română (RPR) |
| Partide și alianțe | Voturi | Procente | Mandate | Procente |
| --- | --- | --- | --- | --- |
| Frontul Democrației Populare (FDP) - Partidul Muncitoresc Român (PMR) - Frontul Plugarilor (FP) - Partidul Național Popular (PNP) - Uniunea Populară Maghiară (UPM) | 6.959.936 | 93,2% | 405 | 97,83% |
| Partidul Național Liberal-Bejan (PNL-B) | 212.438 | 2,8% | 7 | 1,69% |
| Partidul Țărănesc Democrat-Lupu (PNȚ-L) | 50.532 | 0,7% | 2 | 0,48% |
| Total | 7.222.906 | 96,7% | 414 | 100% |